# A Minha Geração
A minha Geração foi um programa de entretenimento da RTP, exibido em 2008, com apresentação de Catarina Furtado. O objectivo do programa era fazer uma viagem pelas décadas de 60, 70, 80 e 90 e pelos primeiros anos do século XXI. O programa era preenchido com entrevistas a pessoas que testemunhavam a sua experiência no decorrer de determinada década. Do programa faziam parte vários momentos musicais, que enquadravam as épocas em questão, proporcionados quer por estrelas nacionais e internacionais, quer pelos cantores residentes. Este último grupo de cantores era constituído, só inicialmente, por Gabriela Barros, Ana Rodrigues, Nuno Pinto, Carla Moreno, Emanuel Santos e Francisco Andrade. Nas restantes emissões as duas primeiras cantoras saíram e entraram Teresa Radamanto, Rui Drummond e Raquel Silva.